# رساله‌ای درباره یک قتل
رساله‌ای دربارهٔ یک قتل (اسپانیایی: Tesis sobre un homicidio‎) یک فیلم معمایی دلهره‌آور آرژانتینی است که در سال ۲۰۱۳ منتشر شد. از بازیگران این فیلم می‌توان به ریکاردو دارین، کالو ریوِرو و آلبرتو آمان ااشره کرد.